# Napoleon Strickland
Napoleon Strickland (* 1. Oktober 1919 bei Como (Mississippi); † 21. Juli 2001), bisweilen auch Napolian Strickland geschrieben, war ein US-amerikanischer Bluesmusiker, Songwriter und Sänger, der sich vor allem dem traditionellen Musikstil Fife and Drum verschrieben hatte.
Strickland wurde im Hügelland östlich des Mississippi Deltas geboren. Von seinem Vater und später von Othar Turner lernte er, verschiedene Instrumente zu spielen, darunter Gitarre, Diddley Bow, Mundharmonika, Trommel und weitere Perkussionsinstrumente. Sein bevorzugtes Instrument jedoch war die Fife, ein handgemachter Vorläufer der Querflöte.
Strickland trat bei zahlreichen Festivals auf und ist auf einigen Kompilationen zu hören, die gegen Ende des 20. Jahrhunderts aufgenommen wurden (siehe Diskografie). Außerdem ist er in der Filmdokumentation The Land Where the Blues Began (1995) von Alan Lomax zu sehen.
Napoleon Strickland arbeitete die meiste Zeit seines Lebens als Pächter (Sharecropper). Er förderte andere Musiker aus seiner Gegend. Nach einem Autounfall war er pflegebedürftig, machte aber weiterhin Musik. Er starb 2001 im Alter von 81 Jahren.

## Diskografie
Anmerkung: alle genannten Alben sind Kompilationen mit verschiedenen Interpreten.
- Mississippi Delta Blues Jam in Memphis Vol. 1 – Arhoolie Records
- Blow My Blues Away Vol. 1 – Arhoolie Records
- Traveling Through the Jungle – Testament Records
- Feel Like Goin’ Home Blues – Sony Music Canada
- Living Country Blues USA Vol. 7 – Living Country Blues Records
- Living Country Blues USA Vol. 10 – Living Country Blues Records
- Bottleneck Blues – HighTone Records
- Mississippi Delta Blues in the 1960s – Venerable Music
- Afro-American Folk Music – Venerable Music
- Memphis Swamp Jam – Blue Thumb Records